# Bruce Baum
Bruce Baum est un acteur, scénariste et humoriste de stand-up américain. Il est principalement connu pour son personnage de Babyman.

## Filmographie

### Scénariste
- 1987 : Kandyland
- 1992 : The Adventures of Babyman
- 1997 : Mr. Vegas All-Night Party Starring Drew Carey

### Acteur

#### Cinéma
- 1978 : Hanging on a Star : le comédien
- 1987 : Kandyland : Mad Dog
- 1989 : Martians Go Home : un des martiens
- 1991 : Shakes the Clown : Ty le clown rodéo
- 1992 : Crossing the Bridge : le mec qui ressemble à Bruce Baum
- 1992 : The Adventures of Babyman : Babyman
- 2002 : Mob Daze : Joe Bob
- 2008 : Dirty Jokes the Movie
- 2009 : Life's a Joke : Saint Pierre

### Télévision
- 1980 : The Stockard Channing Show (en) : Alf (6 épisodes)
- 1986 : The Garry Shandling Show: 25th Anniversary Special : le barman
- 1987-1989 : Quoi de neuf docteur ? : Le mec bizarre et le passage terrifié (2 épisodes)
- 1988-1992 : La Fête à la maison : Le pirate, Paul et Emcee (3 épisodes)
- 1991 : Uncle Buck : le videur (1 épisode)
- 1994 : Bienvenue en Alaska : le garde-côte (1 épisode)
- 1998 : Les Simpson : lui-même (1 épisode : La Dernière Tentation de Krusty)
- 2012 : COPS: Skyrim : Officier Peterson